# Bifluoruro de potasio
El bifluoruro de potasio es un compuesto inorgánico de fórmula K[HF2]. Esta sal incolora está formada por el catión potasio (K+) y el anión bifluoruro ([HF2]-). La sal se utiliza como agente grabador del vidrio. El bifluoruro sódico está relacionado y también se utiliza comercialmente como agente grabador y en productos de limpieza.

## Síntesis y reacciones
La sal fue preparada por Edmond Frémy tratando carbonato potásico o hidróxido potásico con ácido fluorhídrico:
   2 HF + KOH → K[HF2] + H2O
La descomposición térmica del K[HF2] da fluoruro de hidrógeno:
   K[HF2] → HF + KF

## Aplicaciones
La producción industrial de flúor implica la electrólisis del K[HF2] y K[H2F3] fundidos. La electrólisis de K[HF2] fue utilizada por primera vez por Henri Moissan en 1886.